# Lower Stoke (Kent)
Lower Stoke – osada w Anglii, w hrabstwie Kent, w dystrykcie (unitary authority) Medway. Leży 11,1 km od miasta Chatham, 21,2 km od miasta Maidstone i 50,8 km od Londynu. W 2016 miejscowość liczyła 754 mieszkańców.